# Сатурналии (Макробий)

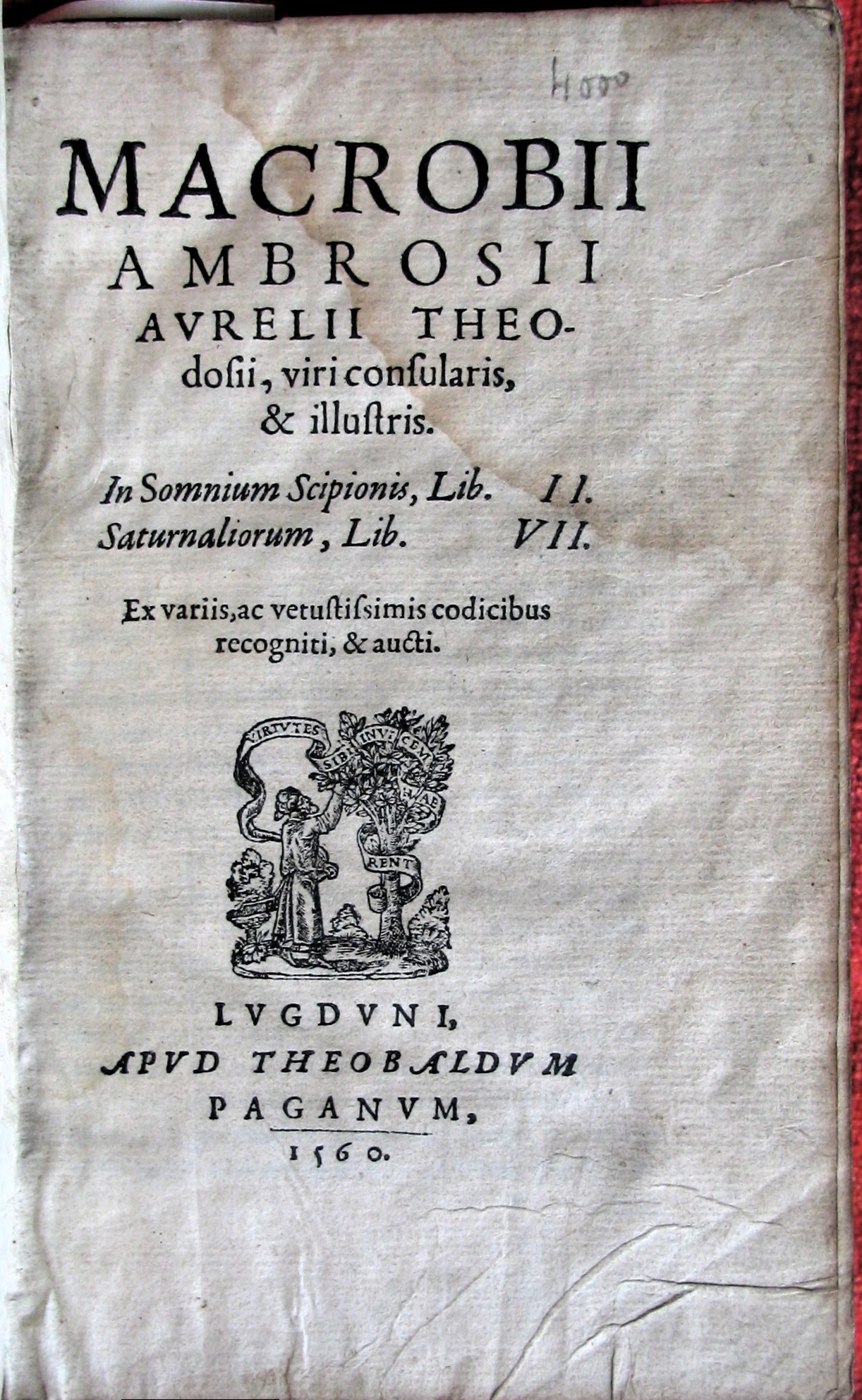
Титульный лист сборника произведений Макробия Феодосия: «Комментарии на "Сон Сципиона"» (лат. In Somnium Scipionis) и «Сатурналии» (лат. Saturnaliorum). Паганум: Лион, 1560 г.

«Сатурна́лии» (лат. Saturnaliorum — «Пиры на празднике Сатурналий», «Сатурналийские пиры») — компилятивное сочинение в жанре сочинения о древностях латинского писателя конца IV и начала V века н. э. Макробия Феодосия. Ближайшие образцы — «Пир мудрецов» Афинея или «Аттические ночи» Авла Геллия.
Содержанием «Сатурналий» является беседа учёных друзей на празднике Сатурналий, посвящённая вопросу о значении Вергилия в историко-литературном отношении. Наряду с развитием главной темы затрагиваются вопросы самого разнообразного характера, причём собеседники подтверждают свои доводы цитатами из древнегреческой и древнеримской литературы, извлечёнными в большинстве случаев из утраченных в настоящее время произведений античной литературы. Благодаря этому обстоятельству «Сатурналии», не имея самостоятельного литературного значения, являются ценным памятником античной культуры как хрестоматия.

## Основные источники
Главными источниками «Сатурналий» послужили:
- Авл Геллий
- Комментаторы Вергилия
- Светоний
- Сенека
- Плутарх
- Афиней

## Сохранность текста
Из 7 книг, составлявших сочинение, до нас не дошли конец 2-й, начало 3-й, вторая половина 4-й и конец 7-й книги.

## Издания текста
- Macrobii Ambrosii Theodosii Opera Quae Supersunt. Volumen II: Saturnaliorum Libri VII et indices. Ed. Ludovicus Janus. Quedlinburgi et Lipsiae, 1852. Pp. XX, 745.
- Macrobius. Opera. Ed. Franz Rudolf Eyssenhardt. Lipsiae In aedibus B.G. Teubneri, 1893.
- Macrobius. Saturnalia. Ed. Robert A. Kaster. Volume I: Books 1-2. Loeb classical library 510. Cambridge, MA/ London: Harvard University Press, 2011. Pp. lxxiii, 387. ISBN 978-0-674-99649-6. Предпросмотр на Гугле.
- Macrobius. Saturnalia. Ed. Robert A. Kaster. Volume II: Books 3-5. Loeb classical library 511. Cambridge, MA/ London: Harvard University Press, 2011. Pp. x, 475. ISBN 978-0-674-99671-7. Предпросмотр на Гугле.
- Macrobius. Saturnalia. Ed. Robert A. Kaster. Volume III: Books 6-7. Loeb classical library 512. Cambridge, MA/ London: Harvard University Press, 2011. Pp. x, 454. ISBN 978-0-674-99672-4. Предпросмотр на Гугле.

## Переводы на русский язык
- Макробий. Сатурналии. / Пер. с лат. и греч., прим. и словарь В. Т. Звиревича / Под ред. С. П. Пургина. Рецензенты: А. В. Зайков, И. А. Летова. Екатеринбург: Изд-во Уральского государственного университета, 2009. — 372 с. ISBN 978-5-7996-0491-2.

Частичные переводы:
- Макробий. Сатурналии (отрывки). / Пер. Е. А. Берковой. // Памятники поздней античной научно-художественной литературы. М., 1964. С. 342—356.
- Макробий. Сатурналии. Книгa первая, главы 12-16 (отрывок, посвящённый истории календаря и классификации дней у древних римлян) / Пер. с лат. и греч., примеч. и указатели проф. В. Т. Звиревича // Исседон: альманах по древней истории и культуре. — Екатеринбург: [Изд-во Урал. гос. ун-та], 2007. — Т. 4. — С. 135—159.  (Дата обращения: 26 марта 2014)
- Макробий. Сатурналии. Книга вторая / Пер. с лат. и греч., прим. и указатели В. Т. Звиревича // Исседон: альманах по древней истории и культуре. — Екатеринбург: [Уральский государственный университет], 2005. — Т. 3. — С. 226—251.  (Дата обращения: 26 марта 2014)